# Віктор Лотурі
Віктор Лотурі (англ. Victor Loturi, нар. 21 травня 2001, Калгарі) — канадський футболіст, півзахисник клубу «КФ Монреаль» та національної збірної Канади. Виступав також за низку канадських і закордонних клубів.

## Клубна кар'єра
У професійному футболі Віктор Лотурі дебютував 2019 року виступами за команду «Кавалрі», в якій того року взяв участь у 2 матчах чемпіонату. У 2020 році футболіст був у складі команди «Калгарі Футгіллс», однак у 2021 році повернувся до клубу «Кавалрі», в якому грав до 2022 року, та цього разу став гравцем основного складу команди.
У 2022 році Лотурі перейшов до шотландського клубу «Росс Каунті», в якому грав до 2025 року. З 2025 року футболіст грає в канадському клубі Major League Soccer «КФ Монреаль».

## Виступи за збірну
У 2023 році Віктор Лотурі дебютував у складі національної збірної Канади. У складі збірної був учасником розіграшу Золотого кубка КОНКАКАФ 2023 року у США та Канаді. Станом на квітень 2025 року зіграв у складі збірної 1 матч, у якому забитими м'ячами не відзначився.

## Особисте життя
Віктор Лотурі є сином вихідців з Південного Судану, а його старший брат Вільям Акіо є гравцем національної збірної Південного Судану з футболу.